# Distretto di Kaikoura
Il distretto di Kaikoura è un'autorità territoriale della Nuova Zelanda che si trova entro i confini della regione di Canterbury, nell'Isola del Sud. La sede del Consiglio distrettuale si trova nella città di Kaikoura, sulla costa orientale dell'isola.

## Geografia fisica
Kaikoura ha una popolazione di poco più di 2 000 abitanti, e si trova circa 180 chilometri a nord di Christchurch. A sud della città si estende una penisola omonima, che crea un gioco di correnti marine che attira una moltitudine di forme di vita acquatiche. In questo fatto risiede anche l'origine della città: essa venne fondata da cacciatori di balene.
La città è circondata dalla catena montuosa Kaikoura, una diramazione delle Alpi meridionali. Per questa ragione, sono stati tracciati molti percorsi su cui fare trekking e poter ammirare l'intera baia dall'alto. Il punto più panoramico per fare ciò si trova sul Monte Fyffe, chiamato così in onore della prima famiglia di coloni che si stabilì qui, i Fyyfe appunto. La casa che costruirono è oggi un'attrazione turistica molto popolare.

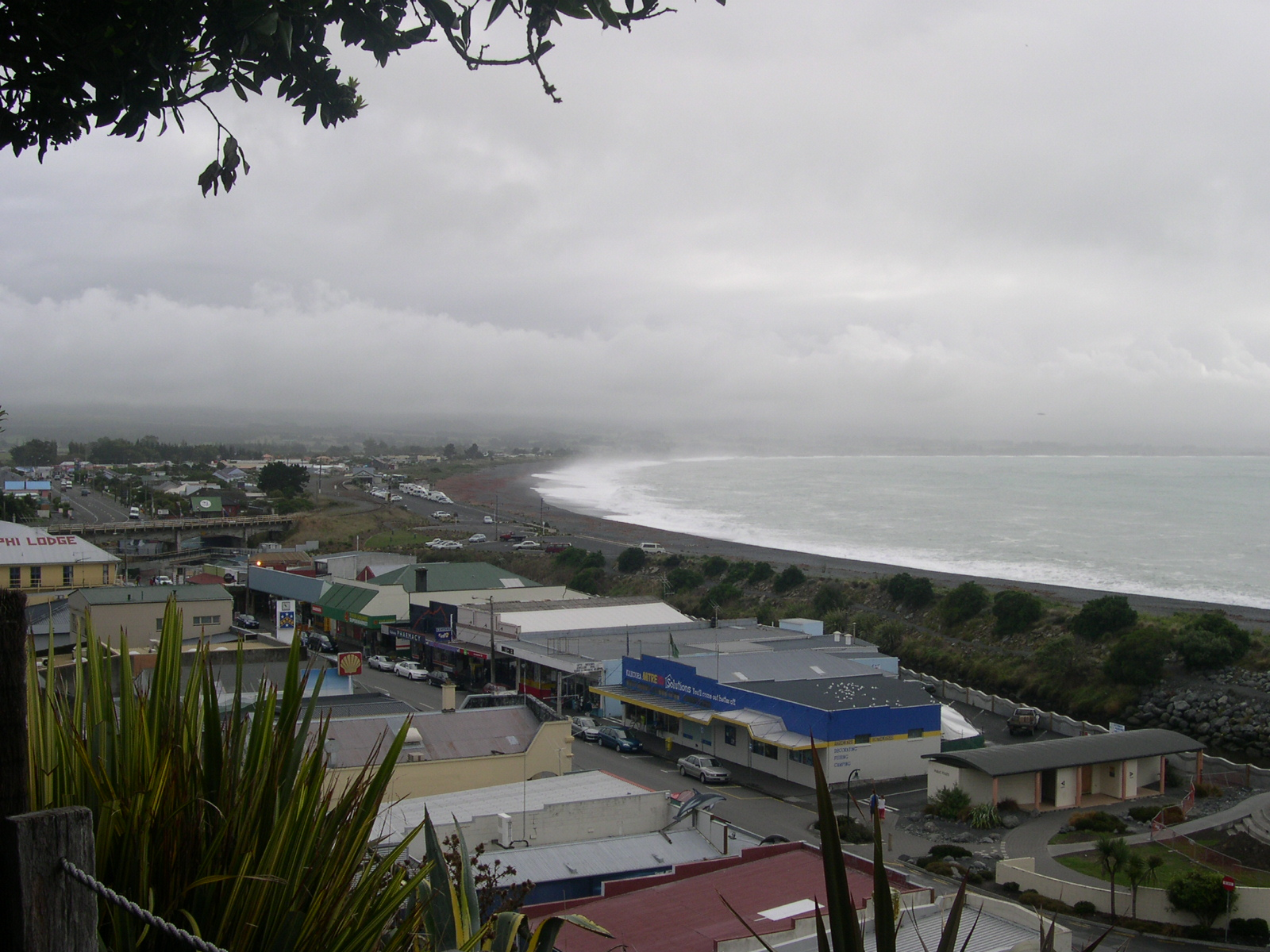
Una vista del centro di Kaikoura

## Economia
Il nome della città deriva da un'espressione māori che significa "mangiatori di aragoste", e infatti l'industria dell'aragosta è la base dell'economia del distretto. Ultimamente nel bilancio distrettuale è cresciuta parecchio anche la voce del turismo, soprattutto per la possibilità di avvistamento di balene (notevole per quanto riguarda i capodogli) e la possibilità di nuotare insieme ai delfini.

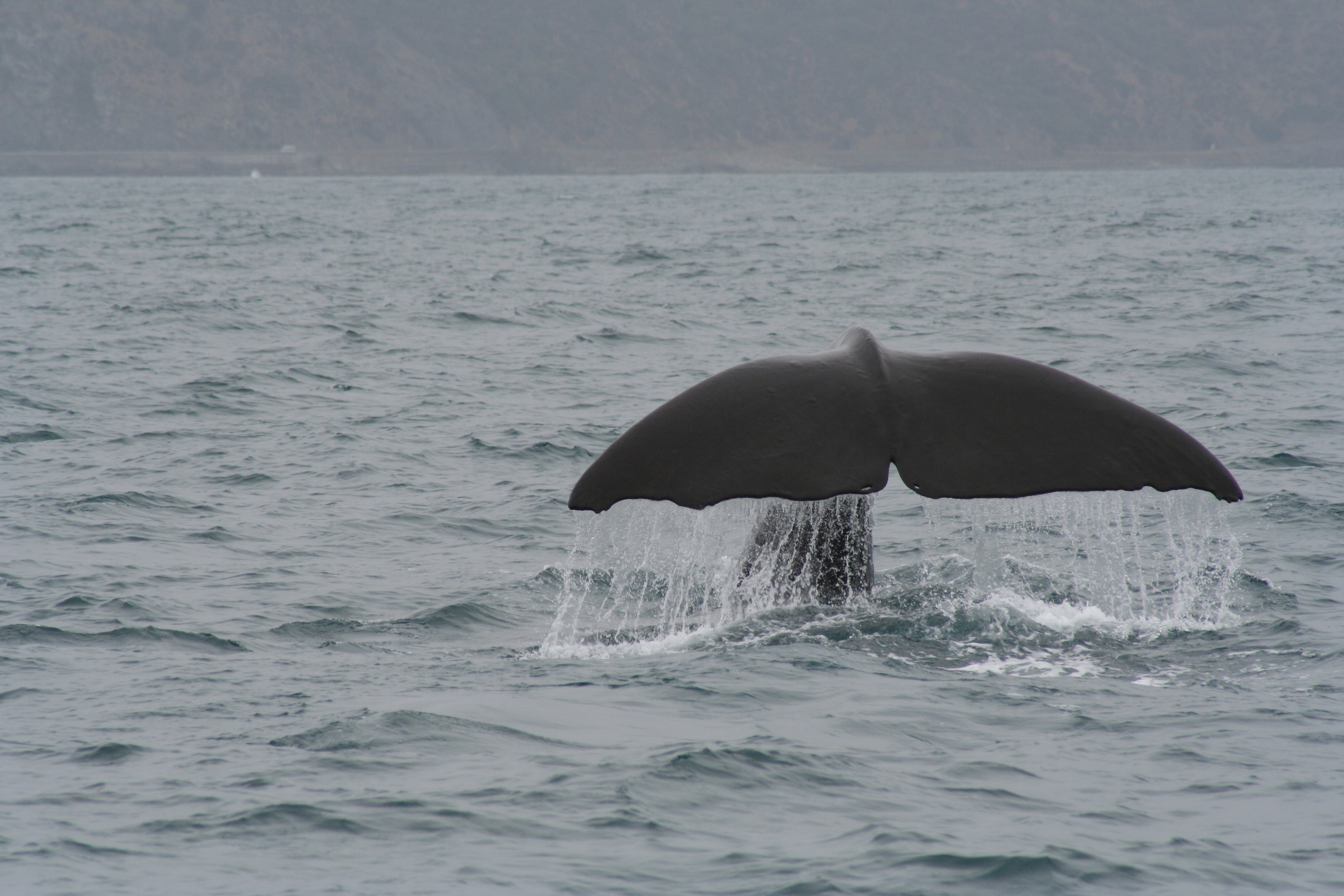
Immersione di un capodoglio

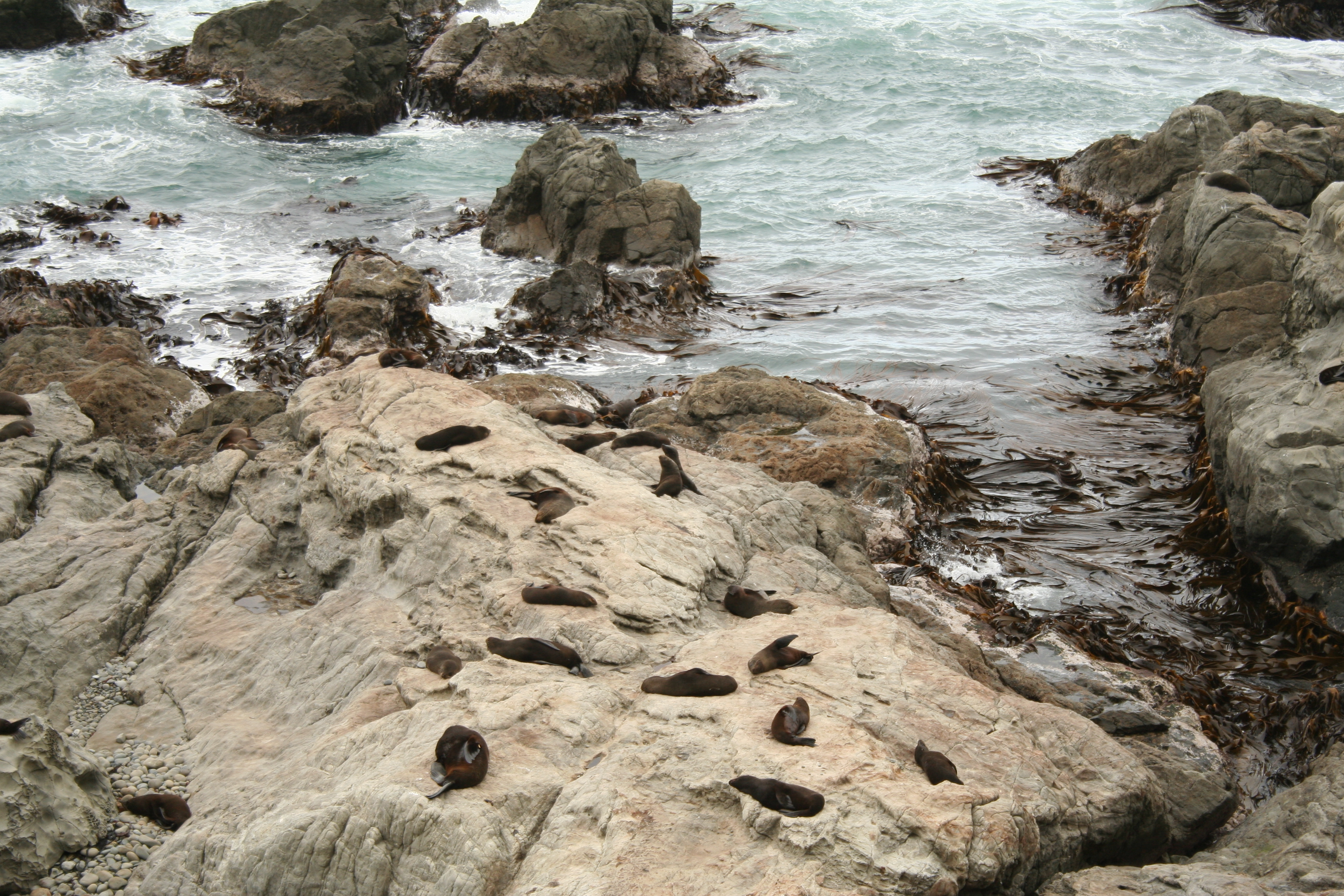
Colonia di otarie

Infine, vicino alla città si possono ammirare da vicino colonie di otarie della Nuova Zelanda e grandi uccelli marini come gli albatri.